# Vitaliano Lugli
Vitaliano Lugli (San Lorenzo alle Corti, 17 gennaio 1896 – Visignano, 20 aprile 1955) è stato un ciclista su strada italiano.
Fu campione toscano dilettanti nel 1914 vincendo la prova svoltasi a Ponsacco e nel dopoguerra, trasferitosi a Livorno, fu uno dei dilettanti più forti in Toscana vincendo numerose corse con i colori dell'Unione Sportiva Livorno. Passato professionista nel 1921 vinse in quell'anno il Giro della Toscana organizzato  dalla Juventus Lari per professionisti juniores e dilettanti e poi  il Giro di Toscana 1922 organizzato a Visignano di Cascina, il Giro di Campania 1922, la Palermo - Noto e ritorno nel 1924 ed ottenne alcuni piazzamenti di prestigio. Partecipò quattro volte al Giro d'Italia, concludendo al settimo posto nel 1924, con un secondo posto nella tappa Foggia > L'Aquila.

## Palmarès
- 1914 (dilettante) Campionato toscano
- 1920 (dilettante) Popolarissima Livorno, Barbaricina, Soiana, Cento chilometri Pisa, Figline, Coppa Masetti Greve in Chianti, Corsa delle due provincie Cecina
- 1921 Giro di Toscana, Lari
- 1922

Giro di Campania
Giro di Toscana, Visignano di Cascina

1924 Palermo - Noto - Palermo

## Piazzamenti

### Grandi giri
- Giro d'Italia

1922: ritirato
1924: 7º
1925: ritirato
1927: 19º

### Classiche monumento
- Milano-Sanremo

1924: 19º
- Giro di Lombardia

1922: 20º